# Mack Reynolds
Dallas McCord „Mack“ Reynolds (* 11. November 1917 in Corcoran, Kalifornien; † 30. Januar 1983 in San Luis Potosí, Mexiko) war ein amerikanischer Science-Fiction-Autor, der vor allem in den 1960er-Jahren sehr erfolgreich war. Viele von Reynolds Romanen handeln von dem Ideal der utopischen Gesellschaft. Das vom Heyne Verlag 1980 veröffentlichte Lexikon der Science Fiction Literatur bezeichnete ihn als „einen der ganz wenigen amerikanischen SF-Autoren, die politisch relevante Geschichten schreiben“.
Nur die wenigstens von Reynolds Arbeiten wurden bislang auf Deutsch veröffentlicht, zumeist in verschiedenen Terra-Heftreihen im Moewig Verlag (vor allem die bislang auf Deutsch veröffentlichten Romane), der deutschen Taschenbuchausgabe des The Magazine of Fantasy and Science Fiction bei Heyne, sowie im Sammelband Feuerwerk der SF (zeitgleich 1984 in verschiedenen Ausgaben bei Goldmann und Bertelsmann). Im Sammelband Alpträume (1966 bei Heyne) erschienen darüber hinaus drei Kurzgeschichten, die Reynolds zusammen mit Fredric Brown schrieb.

## Leben
Reynolds arbeitete zunächst als Redakteur für eine Lokalzeitung. Es folgte eine Anstellung bei IBM, später arbeitete er als Auslandsredakteur für das Herrenmagazin Rogue, für das er viel durch Europa und Afrika reiste. Während des Zweiten Weltkriegs war er bei der Handelsmarine. Reynolds war zweimal verheiratet und hatte drei Kinder.

## Werk

### Anfänge
Seine erste Science-Fiction-Geschichte Isolation erschien 1950 in dem Magazin Fantastic Adventures. Darauf folgte der Roman The Case of the Little Green Men, einer Art Detektivgeschichte, die im Science-Fiction-Fan-Milieu spielt.

### United Planets-Reihe
In der Serie um die „Sektion G“ geht es um eine Geheimorganisation der „Vereinigten Planeten“, deren Aufgabe vordergründig darin besteht, die Unabhängigkeit der verschiedenen Planeten zu garantieren. In der geschilderten Zukunft gibt es praktisch für jede jemals ausgedachte Gesellschafts- und Regierungsform Beispiele. Autoritäre Theokratien bestehen neben anarchistischen Planeten, die dem Ideal Bakunins verpflichtet sind.
Aufgabe des Helden, Ronald Bronston, ist es im ersten Roman der Serie - Welten im Aufruhr - einen nach Thomas Paine benannten Revolutionär zu suchen, der scheinbar wahllos Aufstände gegen die jeweilige Regierung initiiert. Reynolds nimmt die Suche nach Thomas Paine zum Anlass, seine geschichtsphilosophischen Ansichten darzustellen. Es stellt sich heraus, dass die Sektion G selbst hinter Thomas Paine steht. Die Änderung als solche wird als Fortschritt betrachtet, nicht das Ziel einer alternativen Gesellschaftsform.

### Sonstige Arbeiten
In dem Roman Of Godlike Power (alternativer Titel: Earth Unaware) geht es um einen Religionsstifter, der die Macht hat, per Massenhypnose seiner Meinung nach unliebsame gesellschaftliche Phänomene mit einem „Fluch“ zu belegen. So schafft er unter anderem Radio, Fernsehen und Literatur (außer klassischer, wie beispielsweise Huckleberry Finn) ab. Reynolds bezieht auch hier Beispiele aus der Geschichte ein, beispielsweise Father Divine oder den Nika-Aufstand in Byzanz.
Reynolds war der erste Autor, der einen Originalroman auf Grundlage der Fernsehserie Raumschiff Enterprise verfasste: Mission to Horatius (1968).
Mit Frederic Brown zusammen brachte er die humoristische Kurzgeschichtensammlung Science Fiction Carneval heraus.

## Bibliografie
Sind bei den Originalausgaben zwei Erscheinungsjahre angegeben, so ist das erste das des Erstdrucks und das zweite das der Erstausgabe (als Buch).

### Serien
Die Serien sind nach dem Erscheinungsjahr des ersten Teils geordnet.
Tarkington Perkins / Switcheroo (Kurzgeschichtenserie)
- 1 The Switcheroo (1951, mit Fredric Brown)
- 2 The Switcheroo Revisited (1966)

Solar Pons (Kurzgeschichtenserie)
- The Adventure of the Snitch in Time (1953, mit August Derleth)
- The Adventure of the Ball of Nostradamus (1955, mit August Derleth)
- The Adventure of the Extra-Terrestrial (1998, mit August Derleth)
- The Adventure of the Nosferatu (1998, mit August Derleth)

Luvver (Kurzgeschichtenserie)
- Luvver (1950)
- All the World Loves a Luvver (1955)
- The Adventure of the Extraterrestrial (1965)
  - Deutsch: Das Abenteuer mit dem Außerirdischen. In: Isaac Asimov, Martin Harry Greenberg, Charles Waugh (Hrsg.): Mit Sherlock Holmes durch Raum und Zeit (1). Ullstein Science Fiction & Fantasy #31140, 1987, ISBN 3-548-31140-7.
- A Leader For Yesteryear (1965)

Depression or Bust (Kurzgeschichtenserie)
- The Expert (1955)
- Expediter (1963)
- Fad (1965)
- Depression or Bust (1967)
- Depression or Bust (1974, Roman)

Homer Crawford (Romanserie)
- 1 Blackman’s Burden (1961, 1972)
- 2 Border, Breed Nor Birth (1962, 1972)
- 3 The Best Ye Breed (1978)
- Blackman’s Burden / Border, Breed nor Birth (1972, Sammlung von 1 und 2)
- The Cold War … Continued (1973, Kurzgeschichte)
- Black Sheep Astray (1973, Kurzgeschichte)

United Planets (Romanserie)
- 1 Planetary Agent X (1965)
- 2 Beehive (1965, auch als Dawnman Planet, 1966)
  - Deutsch: Das Geheimnis der Urmenschen. Moewig (Terra Nova #183), 1971.
- 3 The Rival Rigelians (1967)
- 4 Code Duello (1968)
  - Deutsch: Planet der Zweikämpfe. Moewig (Terra Astra #11), 1971.
- 5 Amazon Planet (1966, 1975)
- 6 Section G: United Planets (1976)
- 7 Brain World (1978)
- Adaptation (1960, Kurzgeschichte)
- Ultima Thule (1961, Kurzgeschichte)
  - Deutsch: Welten im Aufruhr. Moewig (Terra Nova #55), 1969.
- Hatchetman (1966, Kurzgeschichte)
- Fiesta Brava (1967, Kurzgeschichte)
- Psi Assassin (1967, Kurzgeschichte)
- The Rival Rigelians and Planetary Agent X (1974, Sammlung 1–3)

Police Patrol (Kurzgeschichtenserie)
- Romp (1966)
- Criminal in Utopia (1968)
- Extortion, Inc. (1969)
- Cry Wolf! (1974)
- Police Patrol: 2000 A.D. (1977, Roman)

Krishna (Kurzgeschichtenserie)
- Coup (1967, Kurzgeschichte, als Guy McCord)
- Krishna (1969, Kurzgeschichte, als Guy McCord)
- Opportunist (1969, Kurzgeschichte, als Guy McCord)
- The Space Barbarians (1969, Roman)
  - Deutsch: Weltraumbarbaren. Pabel-Moewig (Terra Astra #93), 1973.

Joe Mauser (Romanserie)
- 1 Mercenary from Tomorrow (1968)
- 2 The Earth War (1963, auch als Frigid Fracas)
- 3 The Fracas Factor (1978)
- 4 Time Gladiator (1964, 1966, auch als Sweet Dreams, Sweet Princes, 1986)
  - Deutsch: Gladiator der Zukunft. Moewig (Terra Astra #3), 1971.
- Mercenary (1962, Kurzgeschichte)
  - Deutsch: Söldner. In: Joe Haldeman (Hrsg.): Nie wieder Krieg. Heyne Science Fiction & Fantasy #3863, 1982, ISBN 3-453-30749-6.
- Joe Mauser: Mercenary from Tomorrow (1986, mit Michael A. Banks)

Julian West (Romanserie)
- 1 Looking Backward, from the Year 2000 (1973)
- 2 Equality: In the Year 2000 (1977)

Bat Hardin (Romanserie)
- 1 Commune 2000 A.D. (1974)
- 2 The Towers of Utopia (1975)
- 3 Rolltown (1969, 1976)

Lagrange (Romanserie)
- 1 Lagrange Five (1979)
- 2 The Lagrangists (1983)
- 3 Chaos in Lagrangia (1984)
- 4 Trojan Orbit (1985, mit Dean Ing)
- The Five Way Secret Agent (1969)
- Satellite City (1975)
- Of Future Fears (1977)

### Romane
- The Case of the Little Green Men (1951)
- A Kiss Before Loving (1961)
- Episode on the Riviera (1961)
- This Time We Love (1962, auch als Four Letter World, 1972)
- The Kept Woman (1963)
- The Jet Set (1964)
- Of Godlike Power (1965, 1966, auch als Earth Unaware, 1968)
- Space Pioneer (1965, 1966)
- After Some Tomorrow (1967)
- Computer War (1967)
  - Deutsch: Der Computerkrieg. Moewig (Terra Nova #43), 1969.
- Mission to Horatius (Star-Trek-Tie-in, 1968)
- The Cosmic Eye (1969)
- The Computer Conspiracy (1968, auch als Computer World, 1970)
- Once Departed (1970)
- The House in the Kasbah (1972, als Maxine Reynolds)
- The Home of the Inquisitor (1972, als Maxine Reynolds)
- Tomorrow Might Be Different (1975)
- Ability Quotient (1975)
- Day After Tomorrow (1976)
- Galactic Medal of Honor (1976)
- Space Visitor (1977)
- After Utopia (1977)
- Perchance to Dream (1977)
- Trample an Empire Down (1978)
- Home Sweet Home: 2010 A.D. (1984, mit Dean Ing)
- Eternity (1984, mit Dean Ing)
- Space Search (1984)
- The Other Time (1984, mit Dean Ing)
- Deathwish World (1986, mit Dean Ing)

### Kurzgeschichten
- He Took It With Him (1950, als Clark Collins)
- Isolationist (1950)
- Fido (1950)
- United We Stand (1950)
- Precognition (1950)
- The Discord Makers (1950)
- The Man in the Moon (1950)
- Down the River (1950)
  - Deutsch: Verkauft. In: Brian W. Aldiss, Wolfgang Jeschke (Hrsg.): Titan 20. Heyne Science Fiction & Fantasy #3991, 1983, ISBN 3-453-30926-X.
- The Word from the Void (1950)
- You Might Say Virginia Dared! (1950, als Dallas Ross)
- Give the Devil His Due (1950, als Dallas Ross)
- Long Beer – Short Horn (1950)
- One of Our Planets Is Missing! (1950)
- Tall Tale (1950)
- Six-Legged Svengali (1950, mit Fredric Brown)
- The Devil Finds Work (1950)
- The Spark (1950)
- Tourists to Terra (1950)
- Mind Over Mayhem (1950)
- Ask Me No Questions! (1951)
- Dark Interlude (1951, mit Fredric Brown)
  - Deutsch: Dunkles Zwischenspiel. In: Fredric Brown: Alpträume. Heyne Science Fiction & Fantasy #3046, 1965.
- Troubador (1951)
- I’m a Stranger, Myself (1951, als Dallas Ross)
- Not in the Rules (1951)
- Overtime (1951)
- Cartoonist (1951, mit Fredric Brown, auch als Garrigan's Bems)
  - Deutsch: Vorsicht bei Karikaturen. In: Fredric Brown: Alpträume. Heyne Science Fiction & Fantasy #3046, 1965.
- Second Advent (1951)
- The Martians and the Coys (1951)
  - Deutsch: Besuch vom Mars. In: Hans Stefan Santesson (Hrsg.): Die heimlichen Invasoren. Moewig (Terra Nova #165), 1971.
- Mercy Flight (1951)
- With This Ring … (1951, auch als Dallas Ross)
- Displaced Person (1951)
- Ultimate Answer (1951, als Dallas Ross)
- Halftripper (1951)
- He Knew All the Answers (1951, als Dallas Ross)
  - Deutsch: Er wusste Bescheid. In: Michael Schmidt, Matthias Käther (Hrsg.): Fantastic Pulp 1. Blitz-Verlag, Windeck 2020.
- The Gamblers (1951, mit Fredric Brown)
- Chowhound (1951)
- The Hatchetman (1951, mit Fredric Brown)
- Doctor’s Orders (1952)
- Four-Legged Hotfoot (1952)
- How Green Was My Martian (1952)
- Final Appraisal (1952)
- Your Soul Comes C.O.D. (1952)
- The Business, As Usual (1952)
- The Cosmic Bluff (1952)
- Alternate Universe (1952)
- Me and Flapjack and the Martians (1952, mit Fredric Brown)
  - Deutsch: Schlappohr und die Marsianer. In: Fredric Brown: Alpträume. Heyne Science Fiction & Fantasy #3046, 1965.
- Stowaway (1953)
- Dogfight - 1973 (1953)
- Advice from Tomorrow (1953)
- D. P. from Tomorrow (1953)
- No Return from Elba (1953)
- Please to Remember (1953)
- Optical Illusion (1953)
- Potential Enemy (1953)
- A Zloor for Your Trouble (1954)
- Off Course (1954)
- The Other Alternative (1954)
- Last Warning (1954)
- The Galactic Ghost (1954)
- And Thou Beside Me (1954)
- Husbands, Care and Feeding of (1954)
- Paradox Gained (1954)
- Prone (1954)
- A Dream … Dying (1954)
- Desperate Remedy (1954)
- Meddler’s World (1955, mit Theodore R. Cogswell)
- The Long Way Home (1955)
- Albatross (1955)
- Space Gamble (1955)
- Operation Triplan (1955)
- Buck and the Space War (1955)
- Compleated Angler (1955)
- Burnt Toast (1955, auch als Martinis: 12 to 1)
- After Some Tomorrow (1956)
- The Triangulated Izaak Walton (1956)
- Case Rests (1956)
- Compounded Interest (1956)
  - Deutsch: Zins und Zinseszins. In: Karl Michael Armer, Wolfgang Jeschke (Hrsg.): Zielzeit. Heyne (Bibliothek der Science Fiction Literatur #29), 1985, ISBN 3-453-31093-4.
- Fair Exchange (1956)
- Dog Star (1956)
  - Deutsch: Wenn du das sagst, mein Lieber, dann aber freundlich. In: Isaac Asimov, Martin Harry Greenberg, Joseph D. Olander (Hrsg.): Feuerwerk der SF. Goldmann (Edition '84: Die positiven Utopien #8), 1984, ISBN 3-442-08408-3.
- Devil to Pay (1957)
  - Deutsch: Und Hula-Hoop und Transistorradios und Elektrogitarren – In: Isaac Asimov, Martin Harry Greenberg, Joseph D. Olander (Hrsg.): Feuerwerk der SF. Goldmann (Edition '84: Die positiven Utopien #8), 1984, ISBN 3-442-08408-3.
- Obedience Guaranteed (1957)
- Posted (1957, als Mark Mallory)
- Dead End (1957)
  - Deutsch: Das Blut entscheidet. In: Isaac Asimov, Martin Harry Greenberg, Joseph D. Olander (Hrsg.): Feuerwerk der SF. Goldmann (Edition '84: Die positiven Utopien #8), 1984, ISBN 3-442-08408-3.
- Slow Djinn (1957)
- The Man Who Stole His Body (1957, als Mark Mallory)
- Happy Ending (1957, mit Fredric Brown)
- Snafu on the New Taos (1957)
  - Deutsch: Der Pannenmacher. In: Wulf H. Bergner (Hrsg.): Als der Wind starb. Heyne Science Fiction & Fantasy #3288, 1972.
- The Truth and the Image (1958, als Mark Mallory)
- Of Pot and Potter (1958)
- Gladiator (1958)
- Sin Planet (1958)
- Alternatives, Inc. (1958)
- Pieces of the Game (1958)
- Unborn Tomorrow (1959)
- Toro! (1959)
- The Hunted Ones (1959)
- The Good Seed (1960, als Mark Mallory)
- Summit (1960)
- Revolution (1960)
- Combat (1960)
- Medal of Honor (1960)
- Russkies Go Home! (1960)
- Gun for Hire (1960)
- I’m a Stranger Here Myself (1960)
- Freedom (1961)
- Farmer (1961)
- I. Q. (1961)
- Status Quo (1961)
- Earthlings Go Home! (1962)
- Good Indian (1962)
- Subversive (1962)
  - Deutsch: Geschäft ist Geschäft. In: Wolfgang Jeschke (Hrsg.): Planetoidenfänger. Lichtenberg (Science Fiction für Kenner #6), 1971, ISBN 3-7852-2006-5. Auch: Heyne Science Fiction & Fantasy #3364, 1973, ISBN 3-453-30241-9.
- Speakeasy (1963)
  - Deutsch: Der Revolutionär. In: Charlotte Winheller (Hrsg.): Heimkehr zu den Sternen. Heyne Allgemeine Reihe #236, 1963.
- The Common Man (1963, als Guy McCord)
- Spaceman on a Spree (1963)
- Pacifist (1964)
  - Deutsch: Der Pazifist. Übersetzt von Charlotte Winheller. In: Charlotte Winheller (Hrsg.): Musik aus dem All. Heyne Allgemeine Reihe, 1964. Auch als: Pazifist. Übersetzt von Thomas Schlück. In: James Sallis (Hrsg.): Das Kriegsbuch. Peter Hammer, 1972, ISBN 3-87294-032-5. Auch: Fischer Orbit #34, 1974, ISBN 3-436-01820-1.
- Genus Traitor (1964)
- Photojournalist (1965)
- By the Same Door (1965)
- Last of a Noble Breed (1965)
- Time of War (1965, auch als Retaliation, 1968)
  - Deutsch: Menschenjäger. In: Walter Ernsting (Hrsg.): Galaxy 6. Heyne Science Fiction & Fantasy #3077, 1966.
- Survivor (1966)
- Arena (1966)
- Radical Center (1967)
- Relic (1967)
- The Enemy Within (1967)
- The Throwaway Age (1967)
- How We Banned the Bombs (1968)
- Among the Bad Baboons (1968)
- Love Conquers All (1968)
- What the Vintners Buy (Version 1) (1968)
- Where’s Horatius? (1968)
- Spying Season (1968)
- Utopian (1970)
- Buck and the Gents from Space (1973)
- City’s End (1973)
- Come in, Spaceport (1974)
- Generation Gap (1974)
  - Deutsch: Der Generationenkonflikt. In: Roger Elwood (Hrsg.): Reise in die Unendlichkeit. Boje Science Fiction, 1976, ISBN 3-414-13000-9.
- Spooky (1974)
- Survival, A.D. 2000 (1974)
- Second Advent (1974)
  - Deutsch: Zweiter Advent. In: Walter Spiegl (Hrsg.): Science-Fiction-Stories 82. Ullstein Science Fiction & Fantasy #31015, 1980, ISBN 3-548-31015-X.
- Nostradamus (1974, auch als Clark Collins)
  - Deutsch: Nostradamus. In: Walter Spiegl (Hrsg.): Science-Fiction-Stories 82. Ullstein Science Fiction & Fantasy #31015, 1980, ISBN 3-548-31015-X.
- Visitor (1975)
- All Things to All … (1978)
- A Halo for Horace (1979)
- The Case of the Disposable Jalopy (1979)
- Golden Rule (1980)
- Hell's Fire (1980, mit Gary Jennings)
  - Deutsch: Höllenfeuer. In: Manfred Kluge (Hrsg.): Gefährliche Spiele. Heyne Science Fiction & Fantasy #3899, 1982, ISBN 3-453-30822-0.
- What the Vintners Buy (Version 2) (1980)
  - Deutsch: Was kaufen die Weinhändler ein? In: Hans Joachim Alpers (Hrsg.): Analog 2. Moewig Science Fiction #3559, 1982, ISBN 3-8118-3559-9.
- Escape Velocity (1980)
- The Union Forever (1980)
- Closer Encounter (1981)
- The Hand of the Bard (1982)
  - Deutsch: Die Handschrift des Dichters. In: Isaac Asimov, Alice Laurance (Hrsg.): Spekulationen. Heyne Science Fiction & Fantasy #4274, 1986, ISBN 3-453-31254-6.
- Idealist (1983)

Sammlungen
- The Best of Mack Reynolds (1976)
- Compounded Interests (1983)
- Nine Tomorrows: Science Fiction Stories from the Golden Age (2009)
- Happy Ending (2010, mit Fredric Brown)
- Mack Reynolds, Part One (2011)
- Anthology of Sci-Fi V12: The Pulp Writers: Mack Renolds (2013)
- The Mack Reynolds Megapack: 23 Classic Science Fiction Stories (2013)
- 5 Science Fiction Stories (2014)

### Sachliteratur
- How to Retire Without Money (1958, als Bob Belmont)
- The Expatriates (1963)